# Zapasy na Letnich Igrzyskach Olimpijskich 1996 – kategoria do 52 kg w stylu wolnym
Zmagania mężczyzn do 52 kg to jedna z dziesięciu męskich konkurencji w zapasach w stylu wolnym rozgrywanych podczas Letnich Igrzysk Olimpijskich 1996. Pojedynki w tej kategorii wagowej odbyły się w dniach 1 – 2 sierpnia.

## Klasyfikacja[1]
| Pozycja | Nazwisko              | Kraj              |
| ------- | --------------------- | ----------------- |
| 1       | Walentin Jordanow     | Bułgaria          |
| 2       | Namiq Abdullayev      | Azerbejdżan       |
| 3       | Mäulen Mamyrow        | Kazachstan        |
| 4       | Czeczen-ooł Mongusz   | Rosja             |
| 5       | Gholam Reza Mohammadi | Iran              |
| 6       | Metin Topaktaş        | Turcja            |
| 7       | Adhamjon Ochilov      | Uzbekistan        |
| 8       | Greg Woodcroft        | Kanada            |
| 9       | Hideo Sasayama        | Japonia           |
| 10      | Władimir Toguzow      | Ukraina           |
| 11      | Lou Rosselli          | Stany Zjednoczone |
| 12      | David Legrand         | Francja           |
| 13      | Roman Kollar          | Słowacja          |
| 14      | Umar Kidżawar         | Algieria          |
| 15      | Constantin Corduneanu | Rumunia           |
| 16      | Amiran Karndanof      | Grecja            |
| 17      | Carlos Varela         | Kuba              |
| 18      | Greg Fitzgerald       | Australia         |
| .       | Víctor Rodríguez      | Meksyk            |

## Zasady[2]
- TO — Łopatki
- PP — Na punkty (Pokonany zdobył punkty)
- PO — Na punkty (Pokonany bez punktów)
- PA — Kontuzja
- ST — Przewaga (10 punktów różnicy, pokonany bez punktów)
- SP — Przewaga (10 punktów różnicy, pokonany zdobył punkty)

## Wyniki

### Runda 1
|                     | Wynik |                       | Punkty |
| 1/16                | 1/16  | 1/16                  | 1/16   |
| ------------------- | ----- | --------------------- | ------ |
| Amiran Karndanof    | 1–11  | Adhamjon Ochilov      | 1–4 SP |
| Namiq Abdullayev    | 7–0   | Lou Rosselli          | 3–0 PO |
| Hideo Sasayama      | 6–0   | Roman Kollar          | 3–0 PO |
| Carlos Varela       | 0–4   | Gholam Reza Mohammadi | 0–3 PO |
| Greg Fitzgerald     | 0–10  | David Legrand         | 0–4 ST |
| Mäulen Mamyrow      | 10–0  | Greg Woodcroft        | 4–0 ST |
| Umar Kidżawar       | 0–10  | Władimir Toguzow      | 0–4 ST |
| Víctor Rodríguez    | 0–10  | Walentin Jordanow     | 0–4 TO |
| Czeczen-ooł Mongusz | 11–4  | Constantin Corduneanu | 3–1 PP |
| Metin Topaktaş      |       | Bez walki             |        |

### Runda 2
|                       | Wynik |                     | Punkty |
| 1/8                   | 1/8   | 1/8                 | 1/8    |
| --------------------- | ----- | ------------------- | ------ |
| Metin Topaktaş        | 5–7   | Adhamjon Ochilov    | 1–3 PP |
| Namiq Abdullayev      | 11–0  | Hideo Sasayama      | 4–0 ST |
| Gholam Reza Mohammadi | 5–0   | David Legrand       | 3–0 PO |
| Mäulen Mamyrow        | 3–1   | Władimir Toguzow    | 3–1 PP |
| Walentin Jordanow     | 4–2   | Czeczen-ooł Mongusz | 3–1 PP |
| Repasaże              |       |                     |        |
| Amiran Karndanof      | 1–3   | Lou Rosselli        | 1–3 PP |
| Roman Kollar          | 3–2   | Carlos Varela       | 3–1 PP |
| Greg Fitzgerald       | 0–6   | Greg Woodcroft      | 0–4 TO |
| Umar Kidżawar         | 2–0   | Víctor Rodríguez    | 3–0 PO |
| Constantin Corduneanu |       | Bez walki           |        |

### Runda 3
|                       | Wynik |                     | Punkty |
| 1/4                   | 1/4   | 1/4                 | 1/4    |
| --------------------- | ----- | ------------------- | ------ |
| Adhamjon Ochilov      | 0–11  | Namiq Abdullayev    | 0–4 ST |
| Gholam Reza Mohammadi |       | Bez walki           |        |
| Mäulen Mamyrow        |       | Bez walki           |        |
| Walentin Jordanow     |       | Bez walki           |        |
| Repasaże              |       |                     |        |
| Constantin Corduneanu | 2–4   | Lou Rosselli        | 1–3 PP |
| Roman Kollar          | 3–6   | Greg Woodcroft      | 1–3 PP |
| Umar Kidżawar         | 0–3   | Metin Topaktaş      | 0–4 TO |
| Hideo Sasayama        | 12–5  | David Legrand       | 3–1 PP |
| Władimir Toguzow      | 1–2   | Czeczen-ooł Mongusz | 1–3 PP |

### Runda 4
|                     | Wynik    |                       | Punkty   |
| Półfinał            | Półfinał | Półfinał              | Półfinał |
| ------------------- | -------- | --------------------- | -------- |
| Namiq Abdullayev    | 10–0     | Gholam Reza Mohammadi | 4–0 ST   |
| Mäulen Mamyrow      | 3–7      | Walentin Jordanow     | 1–3 PP   |
| Repasaże            |          |                       |          |
| Lou Rosselli        | WO       | Greg Woodcroft        | 0–4 PA   |
| Metin Topaktaş      | 5–1      | Hideo Sasayama        | 4–0 TO   |
| Czeczen-ooł Mongusz | 4–0      | Adhamjon Ochilov      | 4–0 TO   |

### Runda 5
|                     | Wynik    |                | Punkty   |
| Repasaże            | Repasaże | Repasaże       | Repasaże |
| ------------------- | -------- | -------------- | -------- |
| Greg Woodcroft      | 1–13     | Metin Topaktaş | 1–4 SP   |
| Czeczen-ooł Mongusz |          | Bez walki      |          |

### Runda 6
|                       | Wynik    |                     | Punkty   |
| Repasaże              | Repasaże | Repasaże            | Repasaże |
| --------------------- | -------- | ------------------- | -------- |
| Gholam Reza Mohammadi | 1–3      | Czeczen-ooł Mongusz | 1–3 PP   |
| Metin Topaktaş        | 5–11     | Mäulen Mamyrow      | 1–3 PP   |

### Finały[12]
|                       | Wynik            |                   | Punkty           |
| O siódme miejsce      | O siódme miejsce | O siódme miejsce  | O siódme miejsce |
| --------------------- | ---------------- | ----------------- | ---------------- |
| Greg Woodcroft        | 0–11             | Adhamjon Ochilov  | 0–4 ST           |
| O piąte miejsce       |                  |                   |                  |
| Gholam Reza Mohammadi | 4–2              | Metin Topaktaş    | 3–1 PP           |
| O brązowy medal       |                  |                   |                  |
| Czeczen-ooł Mongusz   | 2–3              | Mäulen Mamyrow    | 1–3 PP           |
| Finał                 |                  |                   |                  |
| Namiq Abdullayev      | 3–4              | Walentin Jordanow | 1–3 PP           |